# رون ستيوارت (لاعب كرة قدم كندية)
رون ستيوارت هو لاعب كرة قدم كندية كندي، ولد في 25 سبتمبر 1934 في تورونتو في كندا.